# Nurit Peled-Elhanan

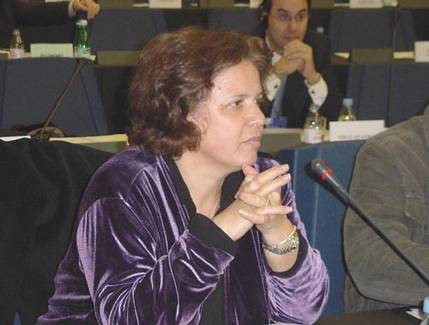
Nurit Peled-Elhanan in einer Sitzung des Europäischen Parlaments (2001)

Nurit Peled-Elhanan (hebräisch נורית פלד-אלחנן; * 1949) ist eine israelische Professorin für Komparatistik an der Hebräischen Universität Jerusalem, Friedensaktivistin und Mitglied von Bereaved Parents for  Reconciliation and Peace (deutsch: Trauernde Eltern für Versöhnung und Frieden). Nach dem Tod ihrer 13-jährigen Tochter im Jahr 1997 wurde sie eine offene Kritikerin der israelischen Besetzung des Westjordanlandes, Ostjerusalems und des Gazastreifens.

## Biografie
Peled-Elhanan ist die Tochter des IDF-Generals, Politikers und Gründer des Lehrstuhls für Arabistik an der Universität Tel Aviv, Mattityahu Peled (1923–1995), und verheiratet mit dem Grafiker und Friedensaktivisten Rami Elhanan. Ihr Großvater, Abraham Katznelson, eine bekannte Persönlichkeit des sozialistischen Zionismus, war Mitglied einer halb-klandestinen Bewegung, des von Martin Buber und anderen Intellektuellen gegründeten Brit Schalom oder „Friedensbunds“, der in den 1920er- und 1930er-Jahren für einen binationalen Staat eintrat, und gehörte 1948 zu den Unterzeichnern der israelischen Unabhängigkeitserklärung. Peled-Elhanan ist Mutter von drei Söhnen und einer Tochter. Ihr 1978 geborener Sohn Elik ist ebenfalls ein Aktivist.
Peled-Elhanan forschte über politische Propaganda an der Hebräischen Universität Jerusalem, ihr Spezialgebiet sind die Schulbücher und Unterrichtsmaterialien für Generationen israelischer Schüler in Israels öffentlichen Schulen. Das brachte sie dazu, ihre eigenen Kinder auf Privatschulen zu schicken, wo es keinen segregierten Unterricht gibt und die Kinder in beiden Sprachen unterrichtet werden. In Israel ist es nicht ungewöhnlich, dass einstige Schüler öffentlicher Schulen erst während ihres Militärdienstes die ersten Palästinenser kennen lernen.
Ihre einzige Tochter Smadar Elhanan wurde als 13-Jährige am 4. September 1997 Opfer eines Selbstmordanschlages in der Fußgängerstraße Ben Jehuda im Zentrum von Jerusalem. Peled-Elhanan nahm dies zum Anlass, sich mit den Ursachen für den Terrorismus und der Situation der Palästinenser in den besetzten Gebieten zu beschäftigen. Ihrer Meinung nach ist die Abneigung der israelischen Gesellschaft gegenüber den Palästinensern eines der Probleme. Peled-Elhanan und ihr Mann traten dem jüdisch-palästinensischen „Parents Circle“ bei, einer Organisation von Eltern, die Kinder durch politisch motivierte Gewalttaten verloren hatten und sich seitdem entschlossen für den Frieden eingesetzt haben. Miko Peled, ihr 12 Jahre jüngerer Bruder, der vorher eher unpolitisch war, nahm den Tod seiner Nichte Smadar zum Anlass, in seinem ersten Buch die Geschichte seiner Familie sowie die damit in Zusammenhang stehende Beziehung zwischen Israel und den Praktiken Israels in den besetzten Palästinensischen Autonomiegebieten aufzuarbeiten und ein differenziertes Verständnis über die Ursachen des Konfliktes zu entwickeln.
2001 erhielt Peled-Elhanan, zusammen mit dem palästinensischen Schriftsteller Izzat Ghazzawi, den Sacharow-Preis des Europäischen Parlaments. Peled-Elhanan unterstützt die internationale Solidaritätsbewegung Boycott, Divestment and Sanctions gegen Israel und sagte: „Was Daesh für den Islam ist, ist das zionistische Israel für das Judentum.“
Im Januar 2024 wurde sie als Dozentin für Komparatistik von der Hebräischen Universität Jerusalem entlassen. Sie hatte nach dem Terrorangriff der Hamas auf Israel 2023 ein Zitat des Antikolonialisten Frantz Fanon in der WhatsApp-Gruppe der Uni gepostet. Damit habe sie nach Ansicht des Universitätspräsidenten „Verständnis für die abscheulichen Taten der Hamas“ gezeigt und sie zu rechtfertigen versucht.

## Schriften (Auswahl)
- Palästina in israelischen Schulbüchern: Ideologie und Propaganda in der Erziehung. Verlag Stiftung Hirschler, Otterstadt, 2021. ISBN 978-3-9818916-7-6. Im Original: Palestine in Israeli school books. Ideology and propaganda in education. London: I.B. Tauris, 2012, ISBN 1-78076-505-3.
- Holocaust Education and the Semiotics of Othering in Israeli Schoolbooks. Common Ground Research Networks, 2023, ISBN 978-1-957792-08-8.
- Legitimation of massacres in Israeli school history books. In: Discourse & Society 21.4 (2010), S. 377–404.
- Speech at a demonstration in Tel Aviv commemorating 40 years of occupation. In: Middle East Policy 14.3 (2007), S. 41–44.
- Dialogue in the Israeli classroom. Types of teacher-student talk. Mit Shoshana Blum-Kulka. In: Language and Education 20.2 (2006), S. 110–127.